# أليكس بريلي
أليكس بريلي (بالإنجليزية: Alex Briley)‏ هو مغني أمريكي، ولد في 12 أبريل 1947 في هارلم في الولايات المتحدة.

## وصلات خارجية
- أليكس بريلي على موقع ميوزك برينز (الإنجليزية)
- أليكس بريلي على موقع أول ميوزيك (الإنجليزية)
- أليكس بريلي على موقع ديسكوغز (الإنجليزية)